# Pegomya circumpolaris
Pegomya circumpolaris is een vliegensoort uit de familie van de bloemvliegen (Anthomyiidae). De wetenschappelijke naam van de soort is voor het eerst geldig gepubliceerd in 1983 door Ackland and Griffiths.